# Karl Eisele (Politiker)
Karl Eisele (* 4. März 1875 in Bruchsal; † nach 1933) war ein deutscher Politiker der SPD.

## Leben und Beruf
Nach dem Besuch der Volksschule absolvierte Eisele die Lehre zum Drechsler und war danach als Holzarbeiter in Kaltental (heute Stuttgart) tätig.

## Politik
Eisele war Mitglied der SPD und gehörte im November 1918 dem Arbeiter- und Soldatenrat Groß-Stuttgart an, dieser entsandte ihn im Juli 1919 als Delegierten zur Landeskonferenz der Arbeiterräte Württembergs. 1919 wurde er in den Württembergischen Landtag gewählt. Bei der Wahl 1920 kandidierte er erneut, jedoch erfolglos, sodass er sein Mandat wieder verlor. Seit dem 31. Januar 1928 gehörte er als vom Landtag entsandtes Mitglied dem Finanzgericht an.

## Emigration
Aus politischen Gründen emigrierte Eisele nach 1933 in die USA. Seine Spur verliert sich seitdem, sein genauer Ankunftsort ist unbekannt.